# 마현겸
마현겸(馬玄謙, 1631년 ~ ?)은 조선의 문신이다. 본관은 목천(木川), 자는 천휘(天撝)이다. 경기도 장단(長湍) 출신이다. 성균진사(成均進士) 마상원(馬尙遠)의 손자이다.
1654년(효종 5) 24세의 나이로 식년 문과(文科)에 급제하였다.
1658년(효종 9) 5월에 교서관부정자(校書館副正字)를 지냈고, 같은 해 8월에 교서관정자(校書館正字)가 되었으며, 이후 성균관전적(成均館典籍)을 역임하였다.

## 가족 관계
- 고조부 : 후릉참봉(厚陵參奉) 마희상(馬羲祥)
  - 증조부 : 성균진사(成均進士) 마여룡(馬汝龍, 1550년 ~ ?)
    - 조부 : 성균진사(成均進士) 마상원(馬尙遠, 1573년 ~ ?)
      - 아버지 : 마정린(馬挺麟)